# La Fille seule
Pour plus de détails, voir Fiche technique et Distribution.
La Fille seule est un film français réalisé par Benoît Jacquot et sorti le 29 mai 1995.

## Synopsis
Valérie (Virginie Ledoyen), qui doit prendre son service au room service d'un hôtel parisien, vient d'annoncer à son petit ami Rémi qu'elle est enceinte. Lui ne sait pas comment réagir, elle doit partir. Le film suit Valérie, dont la journée est marquée par les relations parfois tendues, parfois sympathiques avec les nouveaux collègues et les clients. Elle téléphone à sa mère, va rejoindre Rémi dans une petite pause. Finalement, elle prend une décision.

## Fiche technique
- Titre : La Fille seule
- Réalisation : Benoît Jacquot, assisté d'Antoine Santana
- Scénario : Jérôme Beaujour et Benoît Jacquot
- Montage : Pascale Chavance
- Images : Caroline Champetier
- Musique : Antonín Dvořák
- Production : Cinéa / La Sept Cinéma
- Pays de production :  France
- Genre : Drame
- Durée : 90 minutes
- Date de sortie : 29 mai 1995

## Distribution
- Virginie Ledoyen : Valérie Sergent
- Benoît Magimel : Rémi
- Aladin Reibel : Monsieur Sarre
- Véra Briole : Sabine
- Dominique Valadié : la mère
- Virginie Emane : Fatiah
- Guillemette Grobon : Mme Charles
- Jean-Chrétien Sibertin-Blanc : Patrice
- Michel Bompoil : Jean-Marc
- Hervé Gamelin : Jean
- Catherine Guittoneau : L'amante de Jean

## Production
Le film contient une scène de sexe non simulée interprétée par Catherine Guittoneau et Hervé Gamelin. Virginie Ledoyen, qui entre dans la pièce où ils se trouvent, a déclaré que le réalisateur Benoît Jacquot ne l'avait pas prévenue de ce qui se trouvait derrière la porte (elle savait qu'elle allait trouver un couple en train de faire l'amour, mais elle ne pensait pas qu'ils le feraient pour de vrai).

## Analyse
C'est un film en temps réel, excepté l'épilogue, mais lui aussi en temps réel.

## Réception critique
Gérard Lefort, dans Libération estime que ce film « réglé sur le temps réel » sur un scénario a minima va, grâce aux qualités du réalisateur, au-delà du « seul challenge de sa construction temporelle », jugeant que ce « cinéma-honnêteté », qui fait notamment selon lui référence au travail de Chris Marker, décrit tout à la fois le « poids de réalisme social » et le questionnement romanesque autour de l'« énigme de la fille qui élude tous les affects », rôle porté par l'« excellence » du jeu de Virginie Ledoyen.

## Distinctions
- César 1996 : nomination au meilleur espoir féminin pour Virginie Ledoyen.